# Ligue de football du Katanga
Ne doit pas être confondu avec Ligue de football du Katanga 1925-1960.
La Ligue de football du Katanga (Lifkat) est la ligue de football de haut niveau de la province du Katanga en République démocratique du Congo. Chaque année, des clubs de la lifkat sont relégués dans les divisions inférieures, telle que l'EUFLU. Cette Ligue fait partie de la Fédération congolaise de football association (FECOFA)
La Ligue de football du Katanga a été créée à Elisabethville en 1911.
Cette compétition réunit les clubs des villes telles que : Kalemie, Kamina, Kolwezi, Likasi, Lubumbashi.
En 2012, la lifkat devient une 2e Division, à la suite de la création d’une 1re Division répartie en trois groupes. En 2018, la lifkat devient une 3e Division, à la suite de la création d’une 2e Division répartie en trois groupes.

## Palmarès
- 1939 : Club Léopold (Elisabethville) [3]
- 1946 : Standard (Elisabethville)
- 1950 : FC St-Éloi  (Elisabethville)
- 1966 : TP Englebert (Lubumbashi) [4]
- 2001 : FC Saint Eloi Lupopo (Lubumbashi) [5]
- 2003 : FC Saint Eloi Lupopo (Lubumbashi) [6]
- 2005 : JS Likasi (Likasi) [7]
- 2006 : TP Mazembe (Lubumbashi) [8]
- 2007 : TP Mazembe (Lubumbashi) [9]
- 2008 : FC Saint Eloi Lupopo(Elisabethville) [10]
- 2009 : TP Mazembe (Lubumbashi) [11]
- 2010 : TP Mazembe (Lubumbashi) [12]
- 2011 : TP Mazembe (Lubumbashi) [13]
- 2012 : CS Don Bosco (Lubumbashi) [14]
- 2015 : AS New Soger (Lubumbashi)

### Saison 1939[3]

#### Classement final[2]
1. Club Léopold
2. Club Prince Charles
3. FC St-Georges